# Madeleine Dring
Madeleine Dring, née le 7 septembre 1923 à Hornsey et morte le 26 mars 1977 à Londres, est une violoniste, pianiste, chanteuse et compositrice britannique.

## Biographie
Née le 7 septembre 1923 à Hornsey, Madeleine Dring étudie le violon au Junior Department du Royal College of Music de Londres. Elle y acquiert une formation de pianiste, de chanteuse et d'actrice. Elle prend des cours de composition avec Herbert Howells et Ralph Vaughan Williams. Elle écrit notamment un opéra : Cupboard Love.

## Sources
- Nicolas Slonimsky, Alain Paris et Marie-Stella Paris, Dictionnaire biographique des musiciens, R. Laffont, 1995 (ISBN 2-221-06510-7, 978-2-221-06510-5 et 2-221-06787-8, OCLC 33096600, lire en ligne)